# Zahar Efimenko
Zahar Efimenko (en ukrainien : Захар Єфименко, né le 3 juillet 1985 à Kramatorsk) est un grand maître ukrainien.

## Biographie

### Compétitions de jeunes
En 1999, Efimenko remporte le championnat du monde des moins de 14 ans à Oropesa del Mar, en Espagne. La même année, il fait partie de l'équipe junior ukrainienne qui remporte l'Olympiade en catégorie moins de 16 ans à Artek, en Crimée.
Il devient grand maître en 2002.

### Champion d'Ukraine
Il est champion d'Ukraine en 2006. 

### Olympiades
Efimenko participe à trois olympiades avec l'équipe d'Ukraine (2006, 2008 et 2010). L'Ukraine remporte l'olympiade de 2010, Efimenko ajoute à ce succès collectif la médaille d'argent au 4e échiquier (6+ 5=).
En 2011, il remporte la Coupe d'Europe des clubs d'échecs avec l'équipe de Saint-Pétersbourg.

### Tournois internationaux
Efimenko remporte plusieurs tournois depuis lors, notamment le Stork Young Masters en 2001 à Hengelo aux Pays-Bas.
En 2005, il partage la première place du festival d'échecs de Gibraltar avec Levon Aronian, Kiril Georgiev, Alexeï Chirov et Emil Sutovsky. 
En 2007, il finit 1er-6e de l'open de l'île de Man.
Il finit deuxième de l'open de Sarajevo en 2010.
Au 1er mars 2011, il est le 34e joueur mondial avec un classement Elo de 2 708 points.

### Coupes du monde
| Année | Lieu            | Résultat       | Ultimes adversaires    | Adversaires battus                 |
| ----- | --------------- | -------------- | ---------------------- | ---------------------------------- |
| 2005  | Khanty-Mansiïsk | troisième tour | Francisco Vallejo Pons | Viktor Bologan, Bartłomiej Macieja |
| 2009  | Khanty-Mansiïsk | premier tour   | Gilberto Milos         |                                    |
| 2011  | Khanty-Mansiïsk | troisième tour | Ruslan Ponomariov      | Vlastimil Babula, Ferenc Berkes    |